# Stubbe

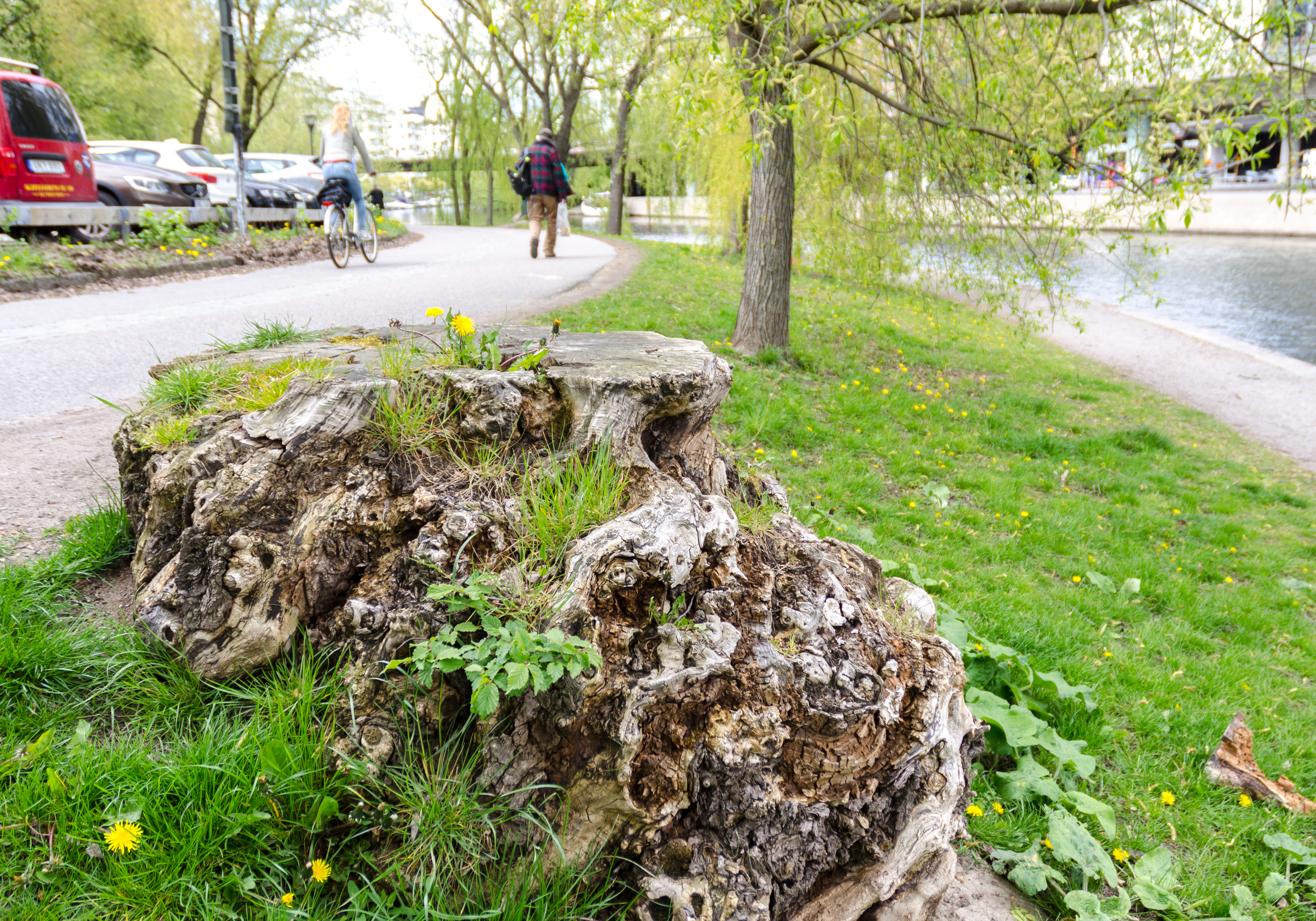
Stubbe efter en alm vid Kungsholms strandstig i Stockholm 2020.

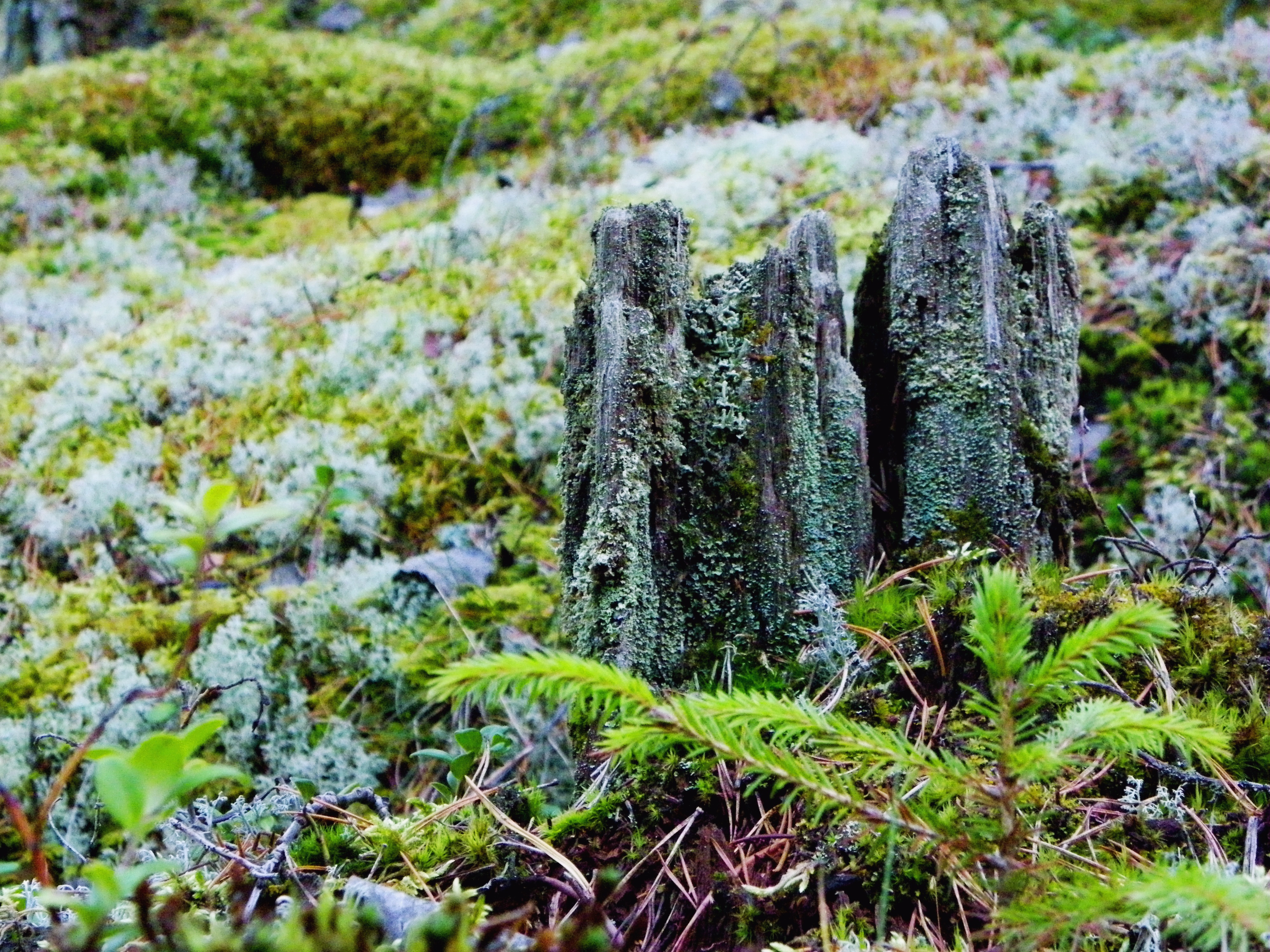
En starkt vittrad tallstubbe, där endast en del naturligt impregnerad ved återstår.

En stubbe är det som blir över efter avverkning av ett träd. Stubbar kan man hitta främst på kalhyggen eller där avverkning av annan art skett. Oftast, när ett träd avverkas för förädling av träet, har stubben en plan topp. Är den fälld med skördare är den slätare än om det fällts med motorsåg. Fram till senare delen av 1800-talet fälldes träd med yxa, vilket gav en spetsigare och vanligen högre stubbe än vad sågar lämnar. En stubbe bildad då en bäver fällt ett träd har en konformad topp.
Under speciella omständigheter kan den impregnerade splintveden i gamla tallstubbar bli kvar åtskilliga sekel i skogen. Dessa rörformiga stubbar kallas ibland skorstenar. Är de höga kan de utgöra lämplig boplats för slaguggla.
Stubbar kan naturligt bildas genom att träd drabbats av röta och brutits av, eller att stampartiet försvagats av hackspetthål. När ett träd faller på grund av alltför kraftig vind, i förhållande till rotfästet, bildas istället en rotvälta.

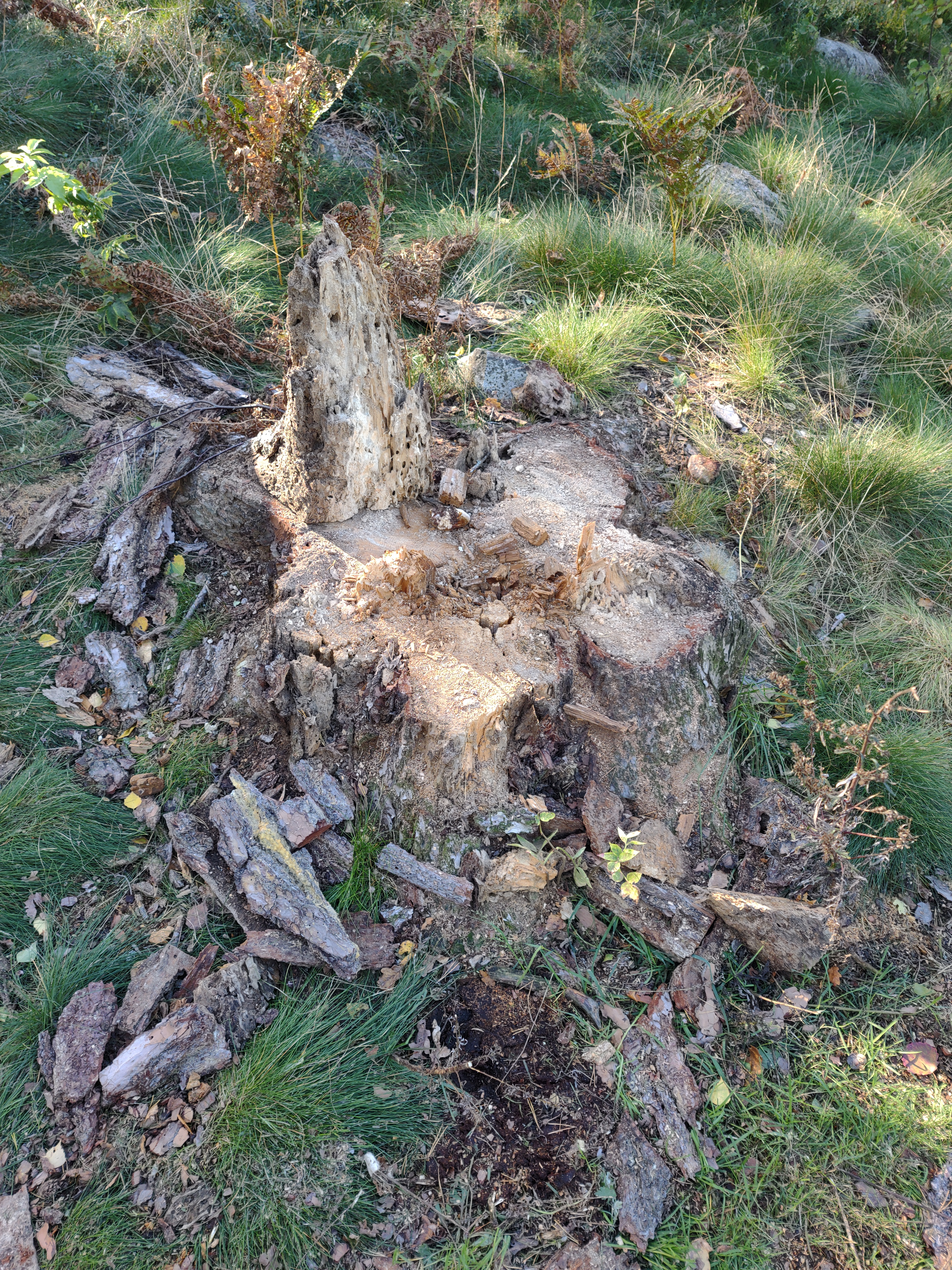
En relativt ny och ovittrad stubbe. Runt stubben kan man se gräs och barkrester från avverkningen. Ge naturen några decennier och den här stubben kommer bli oigenkännlig.

En stubbe behöver flera decennier för att ruttna. Granstubbar ruttnar inifrån (regel: grangrop). Tallstubbar ruttnar utifrån (regel: tall topp). Undantaget är när splintveden i tall innehåller mycket tjära så att "skorstenar" kan uppstå. Träet i stubbens bas är oftast tjärrikt och är bra ved (torrved, tjärved). När det är tjära i så brukar träet ryka mer vid antändning. Tallstubbar används för tjärframställning.

## Stubborttagning
Oönskade stubbar på tomter eller andra ytor avlägsnas – om inte handkraft räcker – med stubbrytare, grävmaskin eller/och stubbfräs. En annan vanlig metod är att använda kaliumnitrat för att få stubben att ruttna, vilket tar 4–6 veckor. Processen kan snabbas upp genom att tända eld på stubben när kaliumnitratet väl har absorberats eftersom ämnet är oxiderande.